# Bertiera laxissima
Bertiera laxissima är en måreväxtart som beskrevs av Karl Moritz Schumann. Bertiera laxissima ingår i släktet Bertiera och familjen måreväxter.
Artens utbredningsområde är Kamerun. Inga underarter finns listade i Catalogue of Life.